# Завод за заштиту споменика културе града Београда
| Завод за заштиту споменика културе града Београда |                                                   |
|                                                   |                                                   |
| Зграда Завода на Калемегдану                      |                                                   |
| Врста                                             | Установа културе                                  |
| Основана:                                         | 27. маја 1960.                                    |
| Седиште:                                          | Калемегдан Горњи град 14 · Београд Србија         |
| Веб презентација                                  | Завод за заштиту споменика културе града Београда |

Завод за заштиту споменика културе града Београда је градска институција културе чија је основна делатност заштита споменика културе, просторних културно-историјских целина, археолошких налазишта и знаменитих места на подручју града Београда.
Завод је основан 27. маја 1960. године. Налази се на Калемегдану, на адреси Калемегдан Горњи град 14, у непосредној близини споменика Победнику.

## Историја
Идеја о стварању прве службе за заштиту споменика културе у Београду јавила се 1939. године, када је предложено да се при културном одсеку Општине формира и одељак за испитивање прошлости Београда. Ипак, услед околности изазваних избијањем Другог светског рата, оснивање једне овакве институције морало је да чека више од двадесет година, односно тринаест година после оснивања Завода за заштиту и научно проучавање споменика културе Народне Републике Србије (данас Републички завод за заштиту споменика културе). Тако је тек 27. маја 1960. године Народни одбор града Београда основао Завод за заштиту споменика културе града Београда („Београдске новине“ бр. 13/60). За директора Завода постављен је Јован Секулић, а у новембру исте године именован је и Савет Завода чији су чланови били Стојан Симић, министар у пензији, Богдан Игњатовић, архитекта и Светислав Мандић, сликар-копнзерватор.
Прве службене просторије Завода биле су у Кумановској улици бр. 5, у једној оронулој приземној згради, у дворишту Градског сервиса за одржавање возила. Данас је Завод за заштиту споменика културе смештен у згради бившег Војног музеја у Горњем граду Београдске тврђаве.

### Прве активности
Одмах по оснивању Завода група београдских професора и архитеката, међу којима су били Бранислав Којић, Димитрије Леко, Оливер Минић, Богдан Несторовић и други, покренули су иницијативу да Завод хитно заштити кућу Јеврема Грујића. Бојан Ступица је управо у то време завршавао припреме за почетак градње Атељеа 212 у улици Лоле Рибара (данас Светогорска). По његовом пројекту кућа Јеврема Грујића је требало да се поруши и тај простор искористи за градњу Атељеа. Решење о заштити Куће Јеврема Грујића у улици Лоле Рибара бр. 17 било је прво решење о заштити споменика културе у Београду.
Први неодложни радови на техничкој заштити изведени су на Кули Небојши, којој је претила опасност од потпуног урушавања и на Бајракли џамији у Господар Јевремовој улици.

### Завод крајем 20. века
Најплодотворнији период у раду Завода био је од 1970. до почетка деведесетих година 20. века. Изузетан тим стручњака успео је да своје стручне ставове наметне како широј јавности, тако и Градској управи. То је период најуспешнијих истраживања, усавршавања методологије рада и извођења највећих конзерваторских подухвата. Сва стечена знања и искуства преточена су у изузетно богат Центар за документацију који је београдски завод учинио једном од водећих установа заштите у тадашњој држави.
Општа друштвена криза деведесетих година 20. века одразила се и на рад Завода. Служба заштите културних добара била је у великој мери маргинализована, а систем вредности релативизован. Општа изолованост земље пресликавала се на аутистичност и анксиозност и институција. Упркос томе у овом периоду Завод се интезнивно бавио припремом већег броја изложби о културном наслеђу Београда, а њиховим излагањем у земљи и свету настојао да одржи и развије споне са Европом. У исто време уведене су нове технологије и израђени први програми за компјутерску обраду података о споменицима културе. Такође је, уз велике напоре, објављено неколико значајних публикација, а покренуто је и објављивање часописа „Наслеђе“.

### Завод почетком 21. века
Промене у друштву 2000. године утицале су и на рад Завода. Стремљење читавог друштва ка што бржем укључивању у европске институције постају приоритет рада свих државних институција, па тако и Завода за заштиту споменика културе града Београда. Одлуком Владе Републике Србије од 30. априла 2013. године, стекао је статус установе културе од националног значаја.

## Делатности Завода
Основна делатност Завода је заштита споменика културе, просторних културно-историјских целина, археолошких налазишта и знаменитих места на подручју града Београда.
Већ у првим годинама рада, поред доношења решења о заштити споменика културе, Завод за заштиту споменика културе града Београда је изводио радове на конзервацији и рестаурацији најугроженијег архитектонског и археолошког наслеђа, евидентирао нове археолошке локалитете, појединачне архитектонске објекте, амбијенталне урбане и руралне целине, јавне споменике и збирке, знаменита места. Приоритет у програмској оријентацији било је публиковање сазнања о културном наслеђу Београда, а ова активност је сматрана за најадекватнији начин његове заштите.
Делатност заштите непокретних културних добара, којима се Завод бави, чине:
- истраживање и евидентирање добара која уживају претходну заштиту;
- предлагање и утврђивање културних добара;
- вођење регистра и документације о културним добрима;
- пружање стручне помоћи на чувању и одржавању културних добара
- сопственицима и корисницима тих добара;
- старање о коришћењу културних добара;
- предлагање и праћење спровођења мера заштите културних добара;
- спровођење мера техничке и физичке заштите културних добара;
- издавање публикација о културним добрима и о резултаима рада на њиховој заштити
- организовање предавања и других пригодних облика културно-образовне делатности

Поред обављања ових делатности Завод за заштиту споменика културе града Београда нарочито:
- проучава непокретна културна добра у Београду и израђује студије, елаборате и пројекте с одговарајућом документацијом ради њихове најцелисходније заштите и коришћења;
- учествује у поступку припремања просторних и урбанистичких планова путем достављања расположивих података и услова заштите непокретних културних добара и учествује у разматрању предлога просторних и урбанистичких планова;
- објављује грађу о предузетим радовима на непокретним културним

добрима у Београду;
- израђује пројекте за извођење радова на непокретним културним добрима и учествује у извољењу тих радова;
- остварује увид у спровођење мера заштите и коришћења непокретних културних добара и
- обавља и друге послове из домена заштите непокретних културних добара.[4]

## Награде и признања
Током свог постојања Завод за заштиту споменика културе града Београда добио је за своју делатност више значајних награда:
- Повеља Туристичког савеза Србије за изанвредне заслуге на развоју туризма и туристичке организације СР Србије (1972)
- Повеља Музеја града Београда за изанредне заслуге у чувању и неговању културних и историјских традиција Беорада (1973)
- Спомен плакета града Београда у знак признања за рад и залагање на изградњи Београда (1974)
- Октобарска награда града Београда из области архитектуре и урбанизма за студију реконструкције Кнез Михаилове улице (1976)
- Награда „Бели град“ Туристичког савеза Београда (1976)
- Признање Коларчевог народног универзитета за труд, рад и постигнуте резултате на адаптацији зграде Коларчевог народног универзитета (1978)
- Плакета РО „Зеленило Београд“ у знак признања за успешну пословну сарадњу и допринос у развоју зеленила града (1979)
- Захвалница Војног музеја у знак признања за успешну сарадњу (1979)
- Признање Градске самоуправне интересне заједнице културе за најбоље остварење у 1979. години за остварене изузетне резултате у реализацији програма (1980)
- Захвалница Комбината Спорт Београд у знак призања (1980).
- Признање Градске самоуправне интересне заједнице културе за најбоље остварење у 1980. години (1981)
- Звхвалница Скупштине МЗ „Звездара“ у знак признања за изванредан допринос развоју и очувању традиција Београда и учешћу у обнови Трећепозивачке чесме (1982)
- Захвалница Историјског музеја Србије у Београду у знак признања за успешну сарадњу и допринос у раду Музеја (1983)
- Захвалницу Удружења Туристичких водича Београда за сав допринос развоју и раду овог удружења (1983)
- Захвалница Републичког завода за заштиту природе СР Србије у знак признања за успешну сарадњу и допринос на унапређењу у заштити природе СР Србије (1983)
- Признање Градске самоуправне интересне заједнице културе за најбоље остварење у 1983. години за систематска истраживања извора о споменичком наслеђу и конзерваторско–рестаураторске радове (1984)
- Признање Етнографског музеја у Београду за сарадњу на обнављању зграде Етнографског музеја у Београду (1984)
- Захвалница Војног музеја у знак признања за успешну сарадњу (1984)
- Захвалница Инвест бироа за 25 година сарадње (1985)
- Признање Градске самоуправне интересне заједнице културе за најбоље остварење у 1985. години за делатност Центра за документацију и правну заштиту непокретних културних добара (1986)
- Признање Градске самоуправне интересне заједнице културе за најбоље остварење у 1986. години за издавачку делатност и инспекцију споменичког наслеђа (1987)
- Признање Градске самоуправне интересне заједнице културе за најбоље остварење у 1987. години за заштиту Београдске тврђаве (1988)
- Захвалница Народног музеја – Београд за успешну и плодну сарадњу (1992)
- Повеља Електропривреде Србије – ЕД Београд у знак признања за изузетан допринос развоју и унапређивању рада предузећа (1993)
- Диплома Дечјег културног центра за помоћ у реализацији такмичења Споменици Београда – сведочанства прошлих времена (1993)
- Јубиларна спомен медаља Републичког завода за заштиту споменика културе за допринос очувању културног наслеђа (1994)
- Признање Студентског културног центра Београд за допринос у развојуСКЦ−а (1994)
- Златни беочуг Културно просветне заједнице Београда за 1994. годину за дугогодишњи рад и допринос култури (1995)
- Грамата признања и захвалности Саборне цркве Св. Архангела Михаила у Београду (1995)
- Захвалница Југословенског института за урбанизам и становање за дугогодишњу успешну сарадњу (1996)
- Ружичасти гран при Београда 202 за реновирање Куће краља Петра I Карађорђевића (1997)
- Повеља захвалности Југословенског аероклуба „Наша крила“ за допринос и учешће у обележавању јубиларне Године Ваздухопловства (1997)
- Повеља слободе поводом годишњице НАТО агресије за изузетан стваралачки допринос одбрани отаџбине и националног достојанства (2000)
- Захвалница Етнографског музеја за успешну сарадњу и допринос раду Музеја (2001)
- Награда за интеграцију архитектонског стваралаштва Савеза архитекта Казахстана на Међународном фестивалу архитектуре и грађевинарства са изложбом „Руски архитекти”(2002)
- Архијерејска Грамата признања Епископа Шумадијског Јована за труд и залагање за обнову Светотројичког храма у Рогачи (2004)